# Olivier Van Vaerenbergh
Olivier Van Vaerenbergh, né le 21 juillet 1973, est un journaliste belge francophone. Il a notamment été rédacteur en chef du Journal de Spirou entre 2005 et 2007.

## Biographie
Olivier Van Vaerenbergh naît le 21 juillet 1973. Il suit ses humanités de 1986 à 1991 à l’Athénée communal Fernand Blum en latin-mathématiques pour ensuite poursuivre ses études à l’université libre de Bruxelles en journalisme, de 1991 à 1995. Il obtient le diplôme de « Licence en journalisme et communication », il travaille en tant que journaliste indépendant pour le quotidien belge Le Soir de 1990 à 2003. En 1997, il récipiendaire du prix de journalisme de la Fédération Wallonie-Bruxelles pour une série d'articles consacrés à André Franquin dans Le Soir. Il est par ailleurs correspondant particulier de ce quotidien à Paris de 1998 à 1999.
Il intègre ensuite le magazine Pepper Plug en tant que rédacteur en chef adjoint de 2003 à 2004. De 2004 à 2007,, il collabore au Spirou magazine d’abord en tant que rédacteur en chef adjoint et ensuite comme rédacteur en chef. Il annonce son départ de la rédaction du journal le 1er novembre 2007.
Le 3 mai 2008, il fonde la maison d'édition Coiffeurs pour Dames, en tant que gérant tout en continuant ses activités de journaliste indépendant spécialisé en livres et en BD.
Il livre des critiques de livres et de bande dessinée pour le Focus Vif depuis 2008. Il contribue également à Médor et au magazine Le Vif, ainsi qu'à L'Art d'Astérix, un numéro hors-série de L'Express consacré à Astérix en 2017. Il est le cofondateur avec Philippe Capart et Francesco Defourny, de l’association sans but lucratif Blow Book, qui promeut l’accès à la culture et à la narration graphique en 2021.

## Auteurs publiés chez Coiffeurs pour Dames
- Jean Bourguignon (Jbgg) : Auteur, dessinateur.
- Libon : Auteur, dessinateur.
- Capucine : Autrice, dessinatrice.
- Philippe Bercovici : Auteur, dessinateur.
- Jean-Michel Thiriet : Auteur, dessinateur.
- Claire Bouilhac : Autrice, dessinatrice.
- NIX : Auteur, dessinateur.
- Mauricet : Auteur, dessinateur.
- Jürg : Auteur, dessinateur.
- Tanxxx : Auteur, dessinateur.
- Jampur Fraize : Auteur, dessinateur.

## Publications

### En revues et journaux
- Au secouuurs ! Y'a des fantômes sur Facebook ![12], Camille Van Hoof, ill., in Philéas et Autobule, no 59, avril-mai 2018.

#### Articles
- Patrick Pinchart et Olivier Van Vaerenbergh (interviewés par Nicolas Anspach), « Patrick Pinchart et Olivier Van Vaerenbergh : "Spirou HeBDo est une évolution, pas une révolution" », ActuaBD,‎ 24 janvier 2006 (lire en ligne, consulté le 9 octobre 2023).
- Olivier le Bussy, « Le nouveau «Spirou» fait recette », La Libre Belgique,‎ 18 juillet 2006 (lire en ligne, consulté le 9 octobre 2023).